# Heimbrinae
Heimbrinae Burks, 1971, è una piccola sottofamiglia di Insetti interna alla famiglia degli Euritomidi (Hymenoptera Chalcidoidea) comprendente due soli generi con specie, presumibilmente parassitoidi, presenti nel continente americano.
Si distinguono dalle altre sottofamiglie degli Euritomidi per la fusione dei tergiti dei primi due segmenti del gastro e per il prolungamento posteriore dello scutello in un processo spiniforme.
La biologia di questi imenotteri è sconosciuta. L'unica segnalazione citata in letteratura è l'indicazione nell'Hymenoptera Collection del National Museum of Natural History, Smithsonian Institution (Washington D.C.),  come possibili ospiti, di Coleotteri Buprestidi e Curculionidi associati ad una Malvacea.

## Inquadramento sistematico
La sottofamiglia degli Eimbrini deriva da una revisione della sistematica degli Euritomidi proposta da Burks nel 1971, senza però fornire le chiavi per la determinazione. Questa sottofamiglia non è universalmente riconosciuta. Una recente revisione da parte di Stage e Snelling (1986) ha fornito le chiavi per l'identificazione degli Eimbrini.